# Locris sanguinipes
Locris sanguinipes är en insektsart som först beskrevs av Walker 1851.  Locris sanguinipes ingår i släktet Locris och familjen spottstritar. Inga underarter finns listade i Catalogue of Life.